# 1602
1602. је била проста година.

## Догађаји

### Март
- 20. март — Основана је Холандска источноиндијска компанија, која је монополом на трговину из Индонезије, Малаје и Цејлона постала једна од најмоћнијих компанија на свету.

## Рођења

### Фебруар
- 14. фебруар — Франческо Кавали, италијански композитор († 1676)

### Април
- 28. април — Токугава Јоринобу, јапански племић († 1671)

### Мај
- 11. мај — Вилијам Лили, енглески астролог и окултиста († 1681)
- 26. мај — Филип де Шампењ, француски сликар († 1674)

### Јун
- 14. јул — Жил Мазарен, француски државник италијанског порекла († 1661)

### Август
- 10. август — Жил де Робервал, француски математичар († 1675)